# Novemail-Histor-Laser Computer
Novemail-Histor-Laser Computer ist ein ehemaliges französisches Radsportteam, das von 1993 bis 1994 bestand.

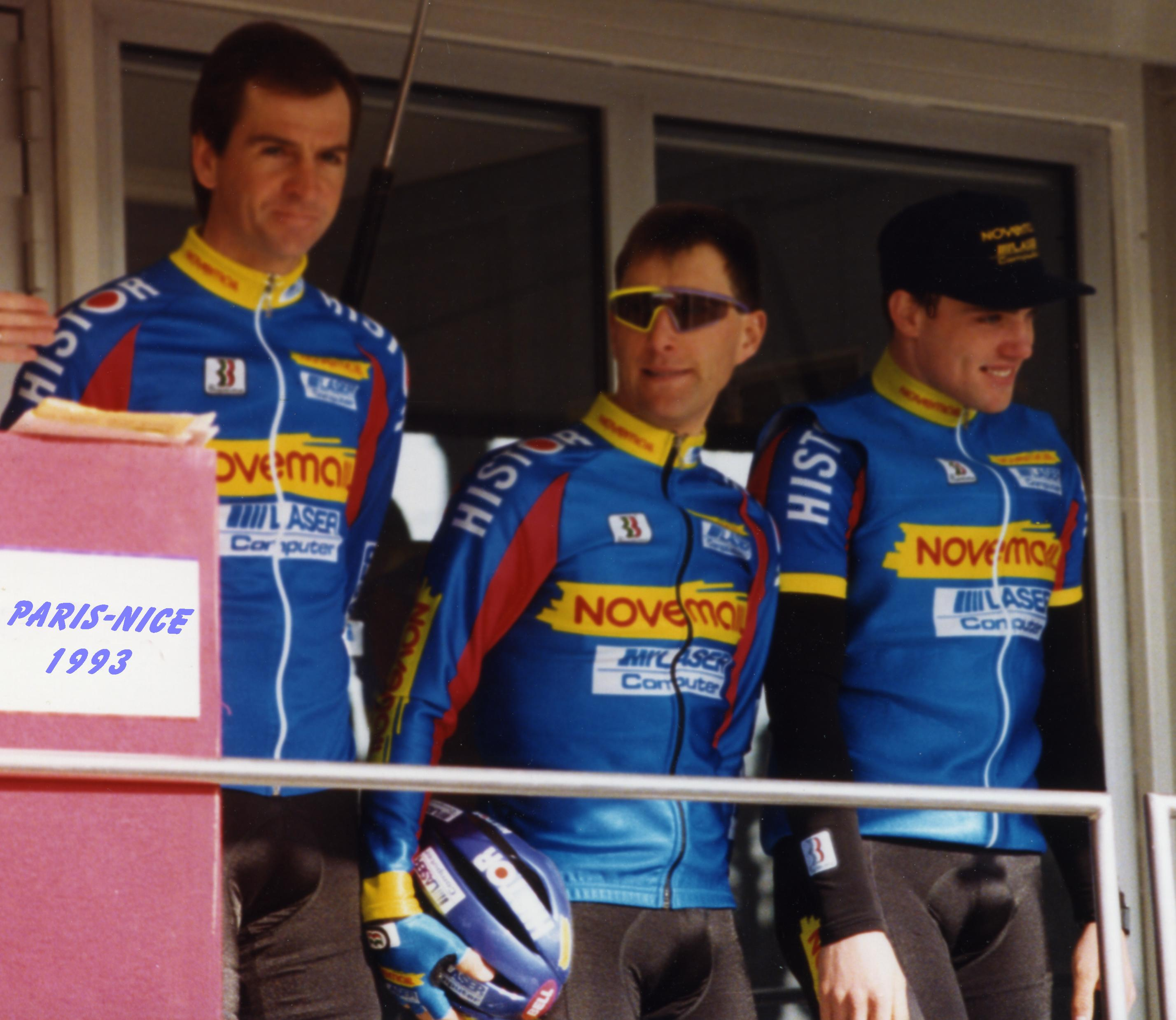
Marc Sergeant (l.), Charly Mottet (M.) und Wilfried Nelissen(r.) 1993 bei Paris-Nizza

## Geschichte
Nachdem das Panasonic-Team nicht mehr weitergeführt wurde, gründete Peter Post das neue Team mit einem Teil seiner bisherigen Fahrer. Er war Teammanager von 1993 bis 1994. Walter Planckaert und Theo de Rooij waren als Sportlicher Leiter tätig. 
Bei der Tour de France 1994 war ein Zusammenstoß von Wilfried Nelissen und einem Polizist Auslöser eines schrecklichen Sturzes. Nelissen prallte im Zielsprint ca. 100 m vor dem Ziel mit fast 70 km/h in einen Streckenpolizist, welcher vermutlich ein Erinnerungsfoto machen wollte.
Im August 1994 gab der Teamsponsor, trotz der Ankündigung zu Beginn der Saison das Sponsoring für 1995 sei gesichert, seinen Rückzug bekannt. Marcel Wüst gelang der letzten Sieg des Teams bei der Herald Sun Tour, wo er auch Dritter in der Gesamtklassifikation wurde. Da keine anderer Sponsor gefunden werden konnte, wurden die Fahrer freigestellt und das Team Ende 1994 aufgelöst.

## Doping
Im Team gab es zwei Vorfälle. Zum einen wurde Wilfried Nelissen beim Scheldeprijs 1993 positiv auf Amphetamine getestet und Eddy Bouwmans gestand in einem Interview 2013 in dieser Zeit die Einnahme von EPO mit Unterstützung eines Arztes.

## Erfolge
1993
- Omloop Het Nieuwsblad
- Classique des Alpes
- Paris–Bourges
- Le Samyn
- Memorial Fred De Bruyne
- Clásica de Almería
- Tour de Vendée
- Grand Prix de Plumelec-Morbihan
- Gesamtwertung und eine Etappe Mittelmeer-Rundfahrt
- eine Etappe Tour de France
- drei Etappen Niederlande-Rundfahrt
- zwei Etappen Andalusien-Rundfahrt
- zwei Etappen Murcia-Rundfahrt
- zwei Etappen Herald Sun Tour
- eine Etappe Critérium du Dauphiné
- eine Etappe Tour de Suisse
- eine Etappe Katalonien-Rundfahrt
- eine Etappe 4 Jours de Dunkerque
- eine Etappe Burgos-Rundfahrt
- zwei Etappen Tour du Limousin
- eine Etappe Tour de l’Avenir
- eine Etappe Asturien-Rundfahrt

1994
- Omloop Het Volk
- Belgischer Meister – Straßenrennen
- Grand Prix d’Isbergues
- Binche-Tournai-Binche
- zwei Etappen Critérium du Dauphiné
- eine Etappe Paris-Nizza
- drei Etappen Etoile de Bessèges
- zwei Etappen 4 Jours de Dunkerque
- eine Etappe Critérium International
- eine Etappe Tour du Limousin
- eine Etappe Asturien-Rundfahrt
- eine Etappe Mittelmeer-Rundfahrt
- eine Etappe Herald Sun Tour

## Monumente-des-Radsports-Platzierungen
| Monument                 | 1993 | 1994 |
| ------------------------ | ---- | ---- |
| Mailand–Sanremo          | 12   | 18   |
| Flandern-Rundfahrt       | 4    | 8    |
| Paris–Roubaix            | 7    | 10   |
| Lüttich–Bastogne–Lüttich | 8    | 13   |
| Lombardei-Rundfahrt      | 5    | 32   |

## Grand-Tours-Platzierungen
| Grand Tour            | 1993 | 1994 |
| --------------------- | ---- | ---- |
| Vuelta a EspañaVuelta | –    | –    |
| Giro d’ItaliaGiro     | –    | –    |
| Tour de FranceTour    | 35   | 26   |

## Bekannte ehemalige Fahrer
- Charly Mottet  (1993–1994)
- Marcel Wüst  (1993–1994)
- Wjatscheslaw Jekimow  (1993)
- Eddy Bouwmans  (1993–1994)
- Marc Sergeant  (1993–1994)
- Wilfried Nelissen  (1993–1994)